# Natalia Belitski
Natalia Belitski (San Petersburgo, 1984) es una actriz de nacionalidad alemana, reconocida principalmente por su interpretación de Elena Seliger en la serie de televisión de 2018 El perfume.

## Biografía
A sus siete años, Belitski viajó con su familia desde Rusia hasta Alemania. De 2006 a 2010 estudió actuación en la Facultad de Música y Teatro "Felix Mendelssohn Bartholdy" en Leipzig y tuvo apariciones teatrales en el teatro local. Después actuó durante un año en el teatro Düsseldorfer Schauspielhaus. En 2011 integró parte del elenco del Deutsches Theater en la ciudad de Berlín. A partir de 2009 inició su recorrido en las pantallas alemanas tanto en cine como televisión, logrando la repercusión internacional en 2018 con su papel de Elena Seliger en la serie de televisión El perfume.

## Filmografía

### Cine y televisión
| - 2019 - Bella Germania (TV) - 2018 - El perfume (TV) - 2017 - Ein Lächeln nachts um vier - 2017 - Schuld (TV) - 2017 - Chaos-Queens (TV) - 2017 - Tatort (TV) - 2017 - In Zeiten des abnehmenden Lichts - 2016 - Familie! (TV) - 2016 - Undercover küsst man nicht (TV) - 2016 - Neandertaler (TV) - 2016 - Lena Fauch (TV) - 2016 - Shakespeares letzte Runde - 2016 - Letzte Spur Berlin (TV) - 2016 - Mann im Spagat: Pace, Cowboy, Pace | - 2016 - Auf Einmal - 2015 - Mein vergessenes Leben - 2015 - Vorsicht vor Leuten - 2015 - Wilsberg (TV) - 2015 - Blindgänger - 2014 - Poka heißt Tschüss auf Russisch - 2014 - Ein starkes Team (TV) - 2014 - Vaterfreuden - 2013 - Meeres Stille - 2013 - Der Alte (TV) - 2013 - About: Kate (TV) - 2011 - SOKO Leipzig (TV) - 2009 - Bloch (TV) |